# John William De Forest
John William De Forest, född 31 maj 1826 i Humphreysville (nuvarande Seymour) i Connecticut, död 17 juli 1906 i New Haven i Connecticut, var en amerikansk militär och författare. Han stred för nordstatsarmén i det amerikanska inbördeskriget. Hans mest kända verk är romanen Miss Ravenel's Conversion from Secession to Loyalty (1867). 1868 skrev han en essä, som publicerades i The Nation den 9 januari 1869, som myntade det kanoniserande begreppet "Great American Novel". I essän efterlyste han en fullvärdig realism i amerikansk fiktion men sa att det var svårt att uppnå eftersom det amerikanska samhället förändrades för snabbt för att förstås som en helhet.